# Lycochoriolaus xantho
Lycochoriolaus xantho là một loài bọ cánh cứng trong họ Cerambycidae.